# De Corswarem

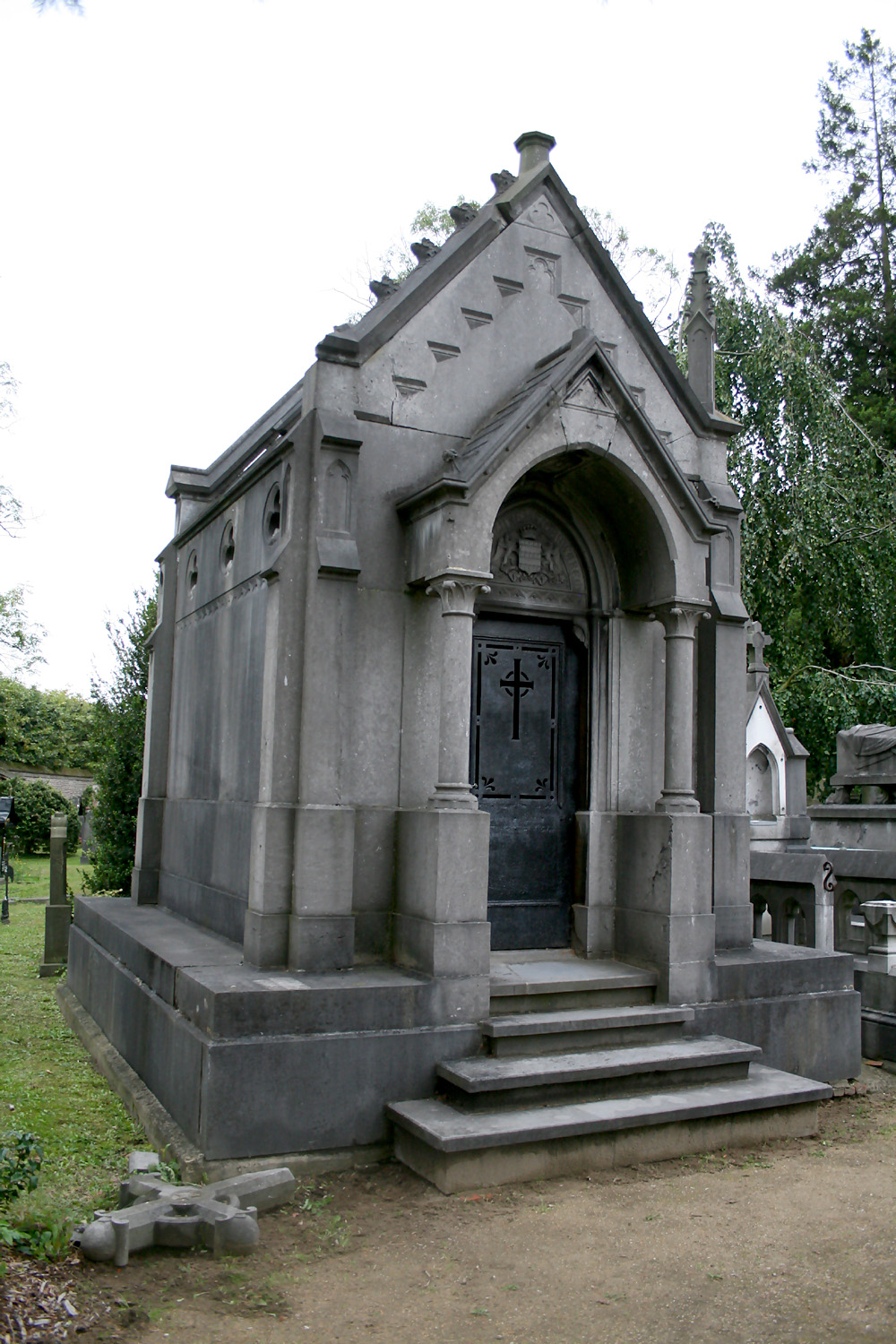
Grafmonument van Guillaume de Corswarem

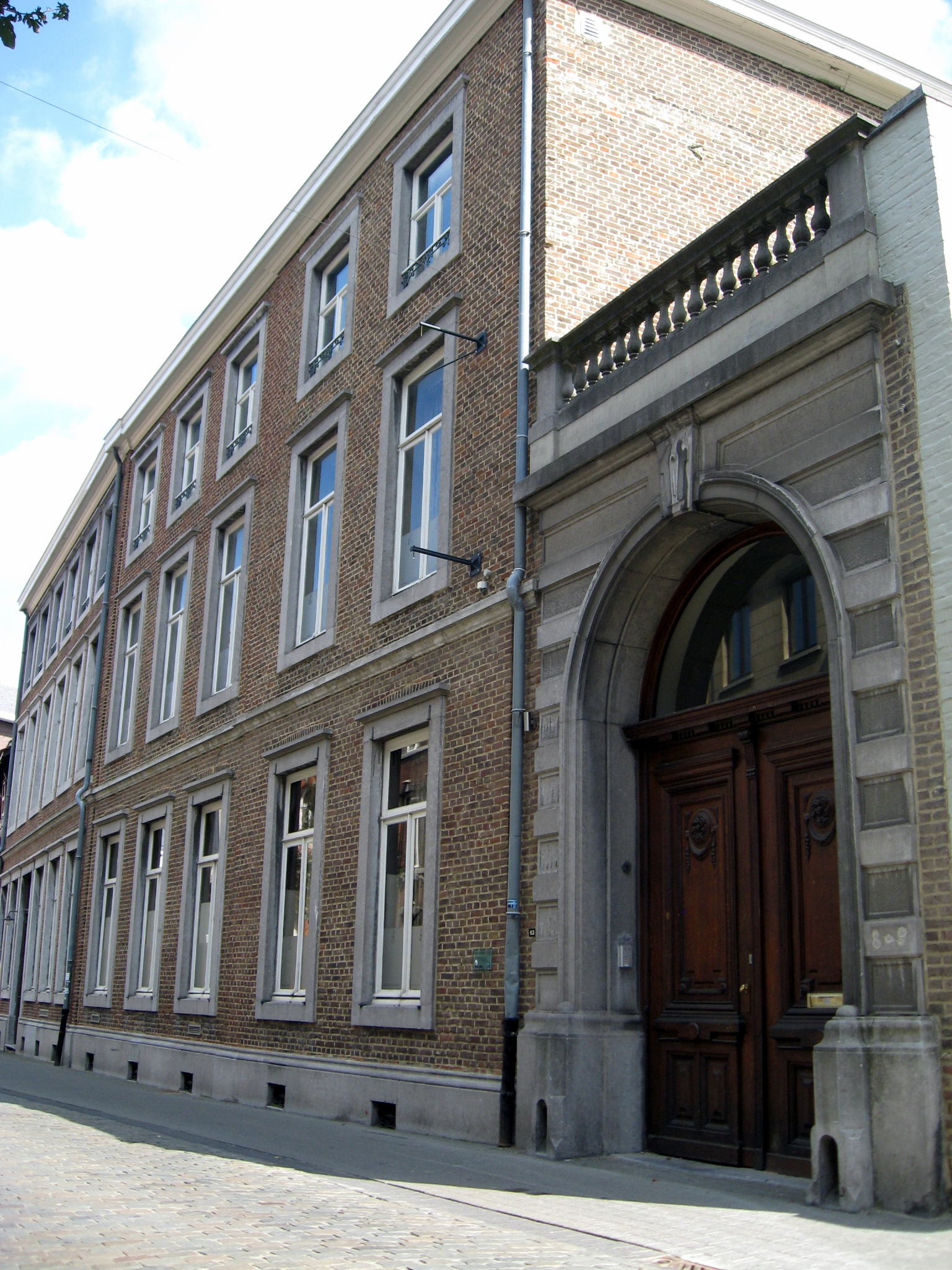
Het Hotel de Corswarem in Hasselt

De Corswarem is een Belgische adellijke familie, afkomstig uit Limburg.

## Genealogie
- Théodore-Henri de Corswarem (1723-1813), x Eve de Reul de Nieuburg
  - Jean-Hubert de Corswarem (°1763), x Marie-Elisabeth Borghs
    - Guillaume de Corswarem (zie hierna)
    - Théodore de Corswarem (zie hierna)

  - Albert-Joseph de Corswarem (°1768), x Marie-Agnès Borghs
    - Albert-Théodore de Corswarem (1799-1875), x Helena Jans
      - Jules de Corswarem (1836-1909), x Philomène de Wilde
        - Albert de Corswarem (1867-1949), x Marie-Theresia Voets (1868-1940)
          - Clément de Corswarem (zie hierna)

    - Charles-Philippe de Corswarem (zie hierna)

## Guillaume de Corswarem
Guillaume de Corswarem (Alken, 15 november 1799 - Hasselt, 24 mei 1884) trouwde in 1845 met Marie-Anne Wauters (1820-1849). In 1847 werd hij erkend in de erfelijke adel met de titel ridder overdraagbaar bij eerstgeboorte.

## Théodore de Corswarem
- Joseph Théodore de Corswarem (Hasselt, 26 juli 1803 - Luik, 1 april 1868), inspecteur bij de posterijen en gemeenteraadslid van Nederheim, trouwde in Hasselt in 1840 met Augustine Gelders (Stevensweert, 31 maart 1816 - Luik, 12 december 1866), dochter van Nicolas Gelders, lid van het Nationaal Congres. In 1847 werd hij in de erfelijke adel erkend.
  - Théodore de Corswarem (1843-1924), voorzitter van het hof van beroep in Luik, trouwde in 1870 in Aubange met Ida de Mathelin de Papigny (1848-1910). Ze hadden drie kinderen, maar deze familietak doofde uit in 1924. In 1921 verkreeg hij de persoonlijk titel ridder.

## Clément de Corswarem
Clément de Corswarem (Peer, 29 december 1900 - Turnhout, 15 december 1983), bestuurder van de steenbakkerij Floren en Cie, werd in 1977 erkend in de erfelijke adel. Hij trouwde in Sint-Lenaarts in 1929 met Maria Floren (1902-1986). ,met enkele als enige overblijvende familietak de Corswarem.

## Charles de Corswarem
Charles Philippe François Gilles de Corswarem (Kortessem, 1 augustus 1805 - Alken, 13 maart 1888) werd in 1847 erkend in de erfelijke adel. Hij bleef vrijgezel.